# Sterntalerhof
Der Sterntalerhof ist ein Hospiz für schwer und sterbenskranke Kinder aus ganz Österreich mit Hauptsitz in Loipersdorf-Kitzladen im südlichen Burgenland. Ein interdisziplinäres Team mit Mitarbeitern aus Therapie und Pädagogik, Psychologie und Sozialarbeit, Psychotherapie und Pflege kümmert sich um die psychosoziale Stabilisierung der gesamten Familie eines erkrankten oder verstorbenen Kindes. Dabei werden jedes Jahr über 100 Kinder und ihre Familien sowohl stationär aufgenommen und betreut als auch später im häuslichen Umfeld mobil durch Netzwerkpartner des Sterntalerhofs versorgt.
Der Sterntalerhof wurde 1998 als Sozialprojekt von dem Diakon Peter Kai und der Psychotherapeutin Regina Heimhilcher gegründet. Da der Sterntalerhof keine Unterstützung von der öffentlichen Hand bekommt, finanziert sich die Einrichtung rein über Spenden. Der Sterntalerhof ist Träger des Österreichischen Spendengütesiegels und ist Gemeinwohlökonomie-zertifiziert.
Die Zivilgesellschaft aus Spendern, unterstützenden Unternehmen sowie Benefiz-Partnern, wie beispielsweise der DM Thomas Foundation und dem Vienna Charity Run, der Purbacher Bastelrunde und dem Lasseer Benefizlauf sind von existenzieller Bedeutung für die Arbeit am Sterntalerhof.
Die Vision der Gründer war und ist, jede Familie, die „aufgrund einer lebensbedrohlichen oder lebenslimitierenden Erkrankung ihres Kindes in eine psychosoziale Ausnahmesituation gerät, aufzufangen und zu stützen. Die Organisation versteht Hospiz im ursprünglichen Sinn, nämlich als einen Ort der Erholung, an dem Zuversicht wieder keimen kann“.

## Geschichte
Die Idee dieser Einrichtung hatte Gründer Peter Kai während seiner Tätigkeiten als Therapeut und Seelsorger am St. Anna Kinderspital und AKH Wien. Damals erkannte er, dass sich viele Familien nach dem Krankenhausaufenthalt des Kindes überfordert fühlten, weil die therapeutische Hilfe und Unterstützung für sie von einem Tag auf den anderen vorbei war. Gemeinsam mit Regina Heimhilcher (Psychotherapeutin und Lehrwart für Voltigieren) wollte er belasteten Familien eine bis dato nicht existierende Möglichkeit der Begleitung und Betreuung eröffnen. Die gesamte Familie eines schwer kranken Kindes gerät in eine physische und psychische Ausnahmesituation, die nach einem Rastplatz, nach ganzheitlicher Begleitung, ungeteilter Aufmerksamkeit sucht und jemanden braucht, der sich für sie Zeit nimmt und ihnen „Herberge“ gewährt.
Harald Jankovits lernte 2003 die Gründer kennen und stieg ehrenamtlich in das Projekt ein, um das Sozialprojekt als eine nachhaltige Organisation zu etablieren. Kai erhielt 2008 vom Lions Club in Wien den „Goldenen Löwen“ für den Sterntalerhof. 2010 wurde die räumliche Infrastruktur ausgebaut. Kinder und Familien können stationär betreut werden. 2012 wurde Kai Österreicher des Jahres in der Kategorie „Humanitäres Engagement“. 2013 weitete der Sterntalerhof seine mobile Betreuung von Familien durch ein Partnernetzwerk aus, bestehend aus Therapeuten, Sozialarbeitern und Freiwilligen. 2014 nahm die burgenländische Snowboard-Olympiasiegerin Julia Dujmovits als Botschafterin des Sterntalerhofs am Vienna Charity Run teil. 2018 feierte der Sterntalerhof sein 20-jähriges Bestehen. Der Sterntalerhof hat in diesen zwei Jahrzehnten Aufbauarbeit ein fachliches wie betriebswirtschaftliches Modellprojekt aus stationärer Betreuung, mobiler Versorgung und ambulanter Begleitung entwickelt.

## Tätigkeiten
Der Sterntalerhof leistet im Rahmen von Palliative Care neben ganzheitlicher Lebensbegleitung auch Sterbe- und Trauerbegleitung, ermöglicht stationäre, mobile und ambulante Betreuung der Kinder und betroffenen Familien. Die stationäre Betreuung umfasst dabei die Angebote Heilpädagogik und sensorische Integration, Psychologie und Psychotherapie, tiergestützte Therapie, Sozialarbeit und Ergotherapie, Musik-, Kunst- und Tanztherapie, Seelsorge und Trauerbegleitung, erforderlichenfalls im Rahmen palliativmedizinischer Betreuung. Ergänzt wird dieses Angebot durch den Einsatz ehrenamtlicher Kinderhospiz-Begleiter sowie je nach Bedarf durch Physiotherapie, Massage, Hauskrankenpflege etc. Die mobile Versorgung zuhause versteht sich als Partner-Netzwerk mit Sozialarbeitern als auch regionalen Koordinatoren, ambulanten Therapeuten, sozialen Diensten sowie ehrenamtlichen Familienbegleitern. „Geschwisterwochen“ sind ein Angebot für gesunde Geschwister von kranken oder verstorbenen Kindern.
Generell ist der Alltag am Sterntalerhof geprägt von Ritualen, wie zum Beispiel dem Morgenkreis, dem Läuten der Mittags- und Abendglocke, dem Mittagessen und dem Versorgen der Tiere. Neben 30 hauptamtlichen Mitarbeitern sind 50 nebenberuflich bzw. ehrenamtlich tätige Mitarbeiter tätig. Weitere 100 Menschen sind projektbezogen immer wieder in Tätigkeiten eingebunden.